# Ercheia purpureilinea
Ercheia purpureilinea är en fjärilsart som beskrevs av Walker 1864. Ercheia purpureilinea ingår i släktet Ercheia och familjen nattflyn. Inga underarter finns listade i Catalogue of Life.